# Kolarbo
Kolarbo – småort (miejscowość) w Szwecji, w regionie Dalarna, w gminie Avesta, położona na wschód od jeziora Åsgarn.